# Polenzko
Polenzko ist ein Ortsteil der gleichnamigen Ortschaft der Stadt Zerbst/Anhalt im Landkreis Anhalt-Bitterfeld in Sachsen-Anhalt, (Deutschland).

## Geografie
Das Dorf Polenzko nahe den Quellen der (mittleren) Nuthe am Rande des Hohen Fläming liegt ca. 15 Kilometer nordöstlich von Zerbst und ca. 22 Kilometer nördlich von Dessau-Roßlau. Das waldreiche Gebiet östlich von Polenzko erreicht Höhen von bis zu 136 m ü. NHN (Weinberge).
Die Ortschaft Polenzko bildet sich durch die Ortsteile Bärenthoren (63 Einwohner), Mühro (61 Einwohner) und Polenzko (60 Einwohner).

## Geschichte
Wie in vielen anhaltischen Dörfern prägte das Rittergut im Wesentlichen die Historie des Ortes. Diese Rittergut kam nachfolgend in die Hände der Familie von Kalitsch. Beweisbar ab dem anhaltinischen Kammerherrn Hermann von Kalitsch-Dobritz (1818–1891), verheiratet mit Klara von Hedemann, betreut das Adelsgeschlecht die Besitzung. Er machte 1860 aus dem vormaligen Allodialgut zur Stützung der Erbfolge und vor allem zur Sicherung des Gutes für die Familie ein Familienfideikommiss. Zweiter Fideikommissherr auf Polenzko wurde der Oberleutnant Friedrich von Kalitsch, liiert mit Marie von Wedel. Die vier Kinder des Polenzker Gutsbesitzerehepaares wurden alle auf Bärenthoren geboren. Dies war auch lange der Hauptwohnsitz der Familie von Kalitsch.
Am 20. Juli 1950 wurde die bis dahin eigenständige Gemeinde Mühro nach Polenzko eingemeindet.
Am 1. Januar 2010 wurde Polenzko mit den zugehörigen Ortsteilen Bärenthoren und Mühro nach Zerbst/Anhalt eingemeindet.

## Politik

### Ortschaftsrat
Als Ortschaft der Stadt Zerbst/Anhalt übernimmt ein so genannter Ortschaftsrat die Wahrnehmung der speziellen Interessen des Ortes innerhalb bzw. gegenüber den Stadtgremien. Er wird aus fünf Mitgliedern gebildet.

### Bürgermeister
Die letzte Bürgermeisterin der Gemeinde Polenzko war Ruth Buchmann.
Als weiteres ortsgebundenes Organ fungiert der Ortsbürgermeister, dieses Amt wird zur Zeit von Annett Scharping wahrgenommen.

### Wappen
| | Blasonierung: „In Gold ein schrägrechter blauer Wellenbalken, belegt oben von einem grünen Lindenblatt, unten von einem grünen Eichenblatt, beide Blätter schwarz strukturiert und schrägrechts steigend.“ |
| Wappenbegründung: Die Farben des Ortes sind Grün - Gelb (Gold). Das Lindenblatt wie auch das Eichenblatt zeigen symbolisch die für diesen Landstrich charakteristischen Baumarten. Der Wellenbalken soll auf das Flüsschen Nuthe hinweisen, welches die Gemeindefluren durchquert. Das Wappen wurde von der Heraldischen Gesellschaft „Schwarzer Löwe“ Leipzig gestaltet, am 6. Dezember 2000 durch das Regierungspräsidium Dessau genehmigt und im Landesarchiv Sachsen-Anhalt unter der Wappenrollennummer 41/2000 registriert. | |

### Flagge
Die Flagge ist grün - gelb (1:1) gestreift und das Wappen ist mittig auf die Flagge aufgelegt.

## Sehenswürdigkeiten

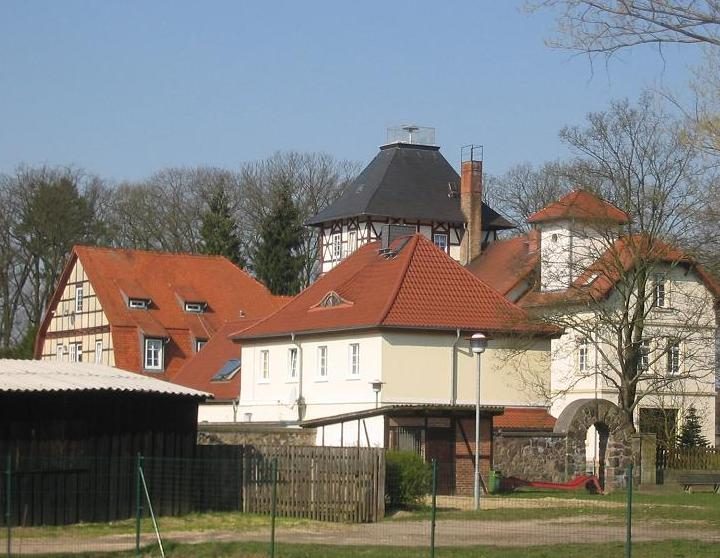
Schloss Bärenthoren

Das Dorf Bärenthoren gehörte bis 2009 zur Gemeinde Polenzko. Danach wurde es Ortsteil der Stadt Zerbst/Anhalt. Bekannt wurde das Dorf durch die Bärenthorener Kiefernwirtschaft, die der Forstwissenschaftler Friedrich von Kalitsch 1884 begründet hatte und die heute mit einer Fläche von 193 Hektar ein Waldkulturdenkmal bildet.
Die im 12. Jahrhundert erbaute Dorfkirche Polenzko gehört zu einer Reihe geplanter Themenkirchen des Evangelischen Kirchenkreises Zerbst. Die Polenzkoer Kirche ist ganzjährig als Weihnachtskirche konzipiert. Die überdimensionalen Krippenfiguren Maria und Josef schuf der Zerbster Holzbildhauer Horst Sommer aus Pappelstämmen. Am 3. Adventssonntag 2009 erhielt die Kirche ein rund anderthalb Meter langes und mehrere hundert Kilogramm schweres Jesuskind. Weitere Krippenfiguren wie die Hirten sowie Ochse und Esel sollen folgen. Auf Informationstafeln werden Advents- und Weihnachtsbräuche dokumentiert.

## Verkehrsanbindung
Die Bundesstraße 187a von Zerbst nach Coswig (Anhalt) führt südlich an Polenzko vorbei. In dem wenige Kilometer entfernten Ort Jeber-Bergfrieden besteht Anschluss an die Bahnlinie Dessau-Roßlau–Potsdam–Berlin.